# Bittacus armatus
Bittacus armatus is een schorpioenvlieg uit de familie van de hangvliegen (Bittacidae). De wetenschappelijke naam van de soort is voor het eerst geldig gepubliceerd door Tjeder in 1956.
De soort komt voor in Zimbabwe en Zuid-Afrika.